# ورزشگاه آتو بولدون
ورزشگاه آتو بولدون (به لاتین: Ato Boldon Stadium) یک ورزشگاه در ترینیداد و توباگو است که در کووا واقع شده است.